# 7064 Montesquieu
7064 Montesquieu (1992 OC5) là một tiểu hành tinh vành đai chính được phát hiện ngày 26 tháng 7 năm 1992 bởi E. W. Elst ở La Silla.